# جاده ئی۰۰۶ اروپا
جاده ئی۰۰۶ اروپا (به انگلیسی: European route E006) یکی از جاده‌های درجه ۲ قاره اروپا است.
این جاده از شهر آینی (تاجیکستان) شروع شده در شهر خوقند (ازبکستان) به پایان میرسد.